# Ceratostema speciosum
Ceratostema speciosum là một loài thực vật có hoa trong họ Thạch nam. Loài này được André mô tả khoa học đầu tiên năm 1870.